# 拉斯埃拉斯 (門多薩省)
32°51′S 68°49′W / 32.850°S 68.817°W

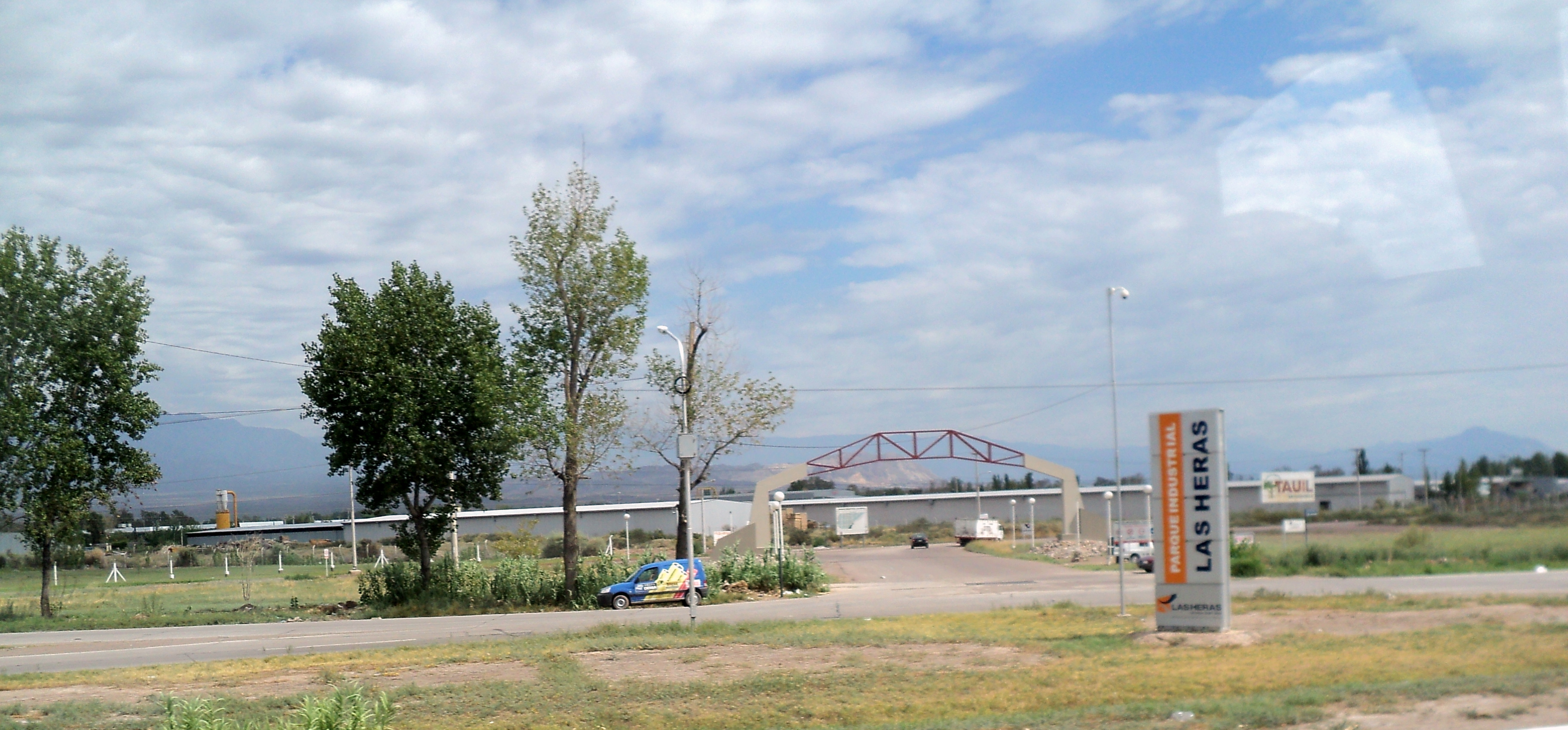
拉斯埃拉斯

拉斯埃拉斯（西班牙語：Las Heras），是阿根廷的城鎮，位於該國西部門多薩省，是拉斯埃拉斯縣的首府，該地區的地震活動頻繁和低強度，海拔高度725米，2010年人口43,990。